# Linea nigra

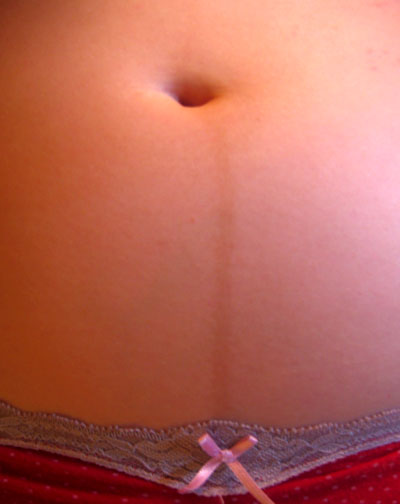
Linea nigra su una donna alla 22 settimana di gravidanza

Con il termine linea nigra (linea nera) ci si riferisce ad una linea verticale di colore scuro che appare sull'addome in genere a partire dal secondo trimestre della gravidanza.

## Caratteristiche
Larga circa un centimetro, la linea nigra si estende dal pube fino all'ombelico, ma può portarsi fino al processo xifoide. La comparsa della linea nigra si deve a una iperpigmentazione della pelle che deriva da un aumento di produzione della melanina, secondario ai cambiamenti ormonali che occorrono durante la gestazione, e in particolare a un incremento degli estrogeni.

La linea nigra in realtà non è altro che una iperpigmentazione della linea alba, una struttura aponeurotica situata sulla porzione mediana dell'addome.
La linea nigra è dovuta a un aumento dell'ormone melanocito-stimolante prodotto dalla placenta. Lo stesso ormone causa anche cloasma e la tendenza dei capezzoli ad assumere una colorazione più scura.
Esistono lavori che mettono in evidenza la comparsa di linea nigra anche in soggetti di sesso maschile affetti da neoplasie prostatiche benigne e maligne, sempre in conseguenza dei livelli di ormoni sessuali. In altre parole proprio i cambiamenti nei livelli degli ormoni sessuali, sia a causa di malattie che di farmaci, possono tradursi in cambiamenti nell'incidenza di una linea nigra.
Vi sono evidenze che mettono in relazione la comparsa della linea nigra e di altre iperpigmentazioni cutanee con la carenza di acido folico. Per tale motivo una dieta adeguata e ricca in alimenti contenenti acido folico come verdure a foglia verde (spinaci, broccoli, asparagi lattuga ed altri), arance e limoni, cereali, legumi kiwi e fragole, può essere di giovamento.

## Storia naturale
Contrariamente ad altre macchie scure che tendono a comparire sul volto nel corso della gestazione (cloasma gravidico) e tendono a permanere nel tempo, la linea nigra scompare spontaneamente nell'arco di alcune settimane, successivamente al parto.
Esistono invece casi di donne che pur in assenza di gravidanza manifestano spontaneamente la linea nigra. Probabilmente questo è dovuto a un tasso insolitamente elevato di estrogeni femminili. È diceria popolare che questa condizione segnalerebbe una marcata sessualità.
Un esempio di linea nigra nell'arte si trova nella celebre Maja desnuda di Francisco Goya.

## Trattamento
La linea nigra in genere non richiede alcun trattamento.

In rari casi che tendono a persistere più lungamente nel tempo sono stati proposti alcuni trattamenti di tipo estetico con agenti sbiancanti.

Anche l'efficacia del ricorso a questo tipo di trattamento a volte può essere insoddisfacente.